# روس أرديرن
روس أرديرن (بالإنجليزية: Ross Ardern)‏ هو ضابط شرطة ودبلوماسي نيوزلندي، ولد في عقد 1950 في Te Aroha ‏ في نيوزيلندا.